# Гурме сабзі
Гурме сабзі (перс. قورمه‌ سبزی‎) — іранське трав'яне рагу. Дуже популярна страва в Ірані.

## Етимологія
Гурме походить від турецького «кавурмака» й перекладається як «тушкований», а сабзі — перське слово яким називають трави.

## Приготування
Основні інгредієнти — це суміш пасерованих трав, яка складається переважно з петрушки, цибулі пора або зеленої цибулі та коріандру, приправленої основною спецією — сушеним листям пажитника. Трав'яна суміш має багато варіацій; може використовуватися будь-який темно-гіркий зелений колір, наприклад, капуста, гірчична зелень, зелень ріпи тощо, хоча жодна не є частиною оригінального рецепту.
Цю суміш готують з темної квасолі або жовтого гороху, жовтої або червоної цибулі, чорного лумі (нанизаного сушеного лиму — оманського-перського лайма) та баранини або яловичини, приправленої куркумою. Потім страву подають з человом (перський обварений та пропарений рис) або над тахдігом. У вегетаріанському егетаріанські гурме сабзі можуть замінювати м'ясо на цілі шматки волоського горіха або грибів.

## Міжнародний день Гурме сабзі
Для ознайомлення людей з культурою та історією свого народу іранські емігранти оголосили останню субота кожного листопада (Перший Шанбе місяця Азара в Сонячно-Хіджійського календаря) Міжнародним днем Гурме сабзі (перс. روز جهانی قرمه سبزی). Це неофіційне свято, як правило, припадає через два дні по завершенню Дня подяки у Сполучених Штатах Америки.